# Kurt Jensen (kriminalkommissær)
 For alternative betydninger, se Kurt Jensen. (Se også artikler, som begynder med Kurt Jensen)
Kurt Jensen (født 1940 i Sorø, død 3. september 2006) var en dansk kriminalkommissær, der fra 1993 til 2003 var drabschef, dvs. leder af drabsafdelingen ved Københavns Politi.
Jensen, der var landmandssøn fra Sorø, blev efter mange års ansættelse i korpset udnævnt til chef for Københavns Politis afdeling A, drabsafdelingen, i 1993. Han ledte efterforskningen i en række sager og opklarede 96 procent af sagerne.
Frem til sin pensionering i 2003 kæmpede han for at få opklaringsprocenten op på 100, og han lagde i offentligheden ikke skjul på, at det nagede ham, når det ikke lykkedes at opklare en sag. Det gælder eksempelvis seksualdrabet på den syv-årige pige Roujan på Nørrebro i 1995. Her havde han en mistanke, men beviserne manglede.
Stillingen som drabschef blev overtaget af Ove Dahl.